# Pedalin
Pedalín, tudi pedalíno ali pedalni čoln, je majhno vodno plovilo, pri katerem človek s pedaliranjem poganja vodno kolo. Uporabljajo se večinoma za rekreacijo. 
Leonardo da Vinci je verjetno prvi, ki je sprojektiral vodno plovilo, ki se ga poganja s pedaliranjem.
Podobno plovilo je hidrocikel, pri katerem se s pedaliranjem poganja majhen propeler.